# Корветы типа 056
Корветы типа 056 — серия китайских корветов. Китай позиционирует корабли серии как ракетные корветы низкой радиолокационной заметности, оснащенные 76-мм артиллерийской установкой. Модифицированные версии корвета поставляются на экспорт и несут службу в ВМС Таиланда, Нигерии и Бангладеш.
В ВМС НОАК служат корветы противолодочной модификации 056А. Остальные корабли переданы Береговой охране КНР. Перед этим с них демонтировали ракеты и торпеды, сохранив артиллерийское вооружение.

## История создания
После проектирования и постройки корветов типа "Pattani" для ВМС Таиланда в середине 2000-х гг. стали ходить слухи о создании КНР корвета для нужд собственного флота. Слухи подтвердились в ноябре 2010 года, когда была представлена модель корвета Тип 056. Первый корабль был спущен на воду в мае 2012 г.. Стоимость базовой модели $200 миллионов
Потребность в новом патрульном корабле большего тоннажа и с улучшенными условиями обитания появилась ещё в начале 1980-х гг. для замены ракетных катеров типа 037. Но проект 038 так и не был реализован, предположительно, из-за нехватки средств.

## Конструкция
В конструкции корвета приняты меры для снижения заметности корабля. Борта корпуса и надстройки выполнены из плоских панелей. На корме располагается посадочная площадка для лёгкого вертолета. Однако постоянное базирование вертолёта не предусмотрено; исключение составляет патрульный вариант корвета, который оборудован ангаром для вертолёта.
Корабль вооружён двумя спаренными наклонными пусковыми установками ST-16M, предназначенными для запуска противокорабельных ракет YJ-83 с возможностью замены на новые противолодочные ракеты дальностью более 50 км. Основным средством ПВО является ЗРК ближней дальности FL-3000N с боекомплектом 8 ракет. Кроме того, для противовоздушной обороны корабль может использовать 30-мм зенитные автоматы H/PJ-17. Основной калибр представлен 76-мм артиллерийской установкой H/PJ-26 (модификация российской АК-176), расположенной на баке. Корвет имеет два строенных 324 мм торпедных аппарата Yu-7, способных поражать подводные лодки.
Корветы типа 056 являются первыми китайскими боевыми кораблями модульной конструкции. Это позволяет создавать, менять, комбинировать отдельные части (модули) корабля без необходимости вносить изменения в остальные модули. Модернизация отдельных систем корабля становится проще и дешевле. Кроме того, модульная конструкция позволяет подбором модулей создавать корветы различного назначения: патрульные, противолодочные, противокорабельные, противовоздушные, штабные, многоцелевые. Так, патрульная версия корабля имеет ангар для вертолета, отсутствующий у многоцелевой версии корвета, и имеет более высокий мостик для лучшего обзора. С другой стороны, многоцелевая версия сильнее вооружена. При экспорте модульная конструкция позволяет модифицировать системы корабля под требования заказчика.

## Экспорт
Не менее двух версий сторожевых кораблей, имеющих прямое отношение к типу 056, проданы другим странам. Одним является сторожевой корабль типа «Паттани» ВМС Таиланда, другим является увеличенная версия с водоизмещением 1800 тонн. Два сторожевых корабля на основе типа «Паттани» заказаны ВМС Нигерии. Их заводское обозначение P18N.
Два корабля типа 056 в модификации корвета проданы ВМС Бангладеш, возможна постройка дополнительных корветов на верфях Бангладеш.
Алжир заказал 6 корветов с китайской 3D РЛС SR2410C, которая обнаруживает 150 целей на дальности 250 км.
Интерес к покупке трех корветов выразил главком ВМФ Казахстана Жандарбек Жанзаков. Также потенциальным заказчиком является Пакистан.

## Технические спецификации
|                              | Type 056                                                      | Type 056A | P15T | P18N                                          |
| ---------------------------- | ------------------------------------------------------------- | --- | --- | --------------------------------------------- |
| Пользователи                 | Береговая охрана Китая, ВМС Бангладеш                         | ВМФ НОАК | ВМС Таиланда | ВМС Нигерии                                   |
| Водоизмещение, тонн          | ~1,300(нормальное)                                            | ~1,300(нормальное) | 1,460(полное) | 1,800                                         |
| Размеры, м                   | Длина：89,0 Ширина: 11,6 Осадка:4.0(?)                        | Длина：89,0 Ширина: 11,6 Осадка:4.0 | Длина：95,5 Ширина: 11,6 Осадка:3,0                                                                                | Длина：95,5 Ширина: 11,6 Осадка:3,5           |
| Двигатель                    | 2X S.E.M.T.Pielstick 16PA6STC                                 | 2X S.E.M.T.Pielstick 16PA6STC | 2X Rushton 16RK270                                                                                                 | 2X MTU 20V 4000M дизельных двигателя          |
| Максимальная скорость, узлов | нет данных                                                    | нет данных | 25 | 21                                            |
| Дальность плавания           | нет данных                                                    | нет данных | 3,500 морских миль на 15 узлах                                                                                     | нет данных                                    |
| Автономность плавания        | нет данных                                                    | нет данных | нет данных | 20 дней                                       |
| Вооружение                   | Артиллерия: 1 × 76 мм; 2 × 30мм                               | - Артиллерия: 1 × 76 мм; 2 × 30мм - Пусковая установка ST-16M: 4 YJ-83 или 4 ПЛУР - ПВО: 1 × 8 зарядый HHQ-10 - Противолодочное: 2 × 3 324мм ТА Yu-7 | - Артиллерия: 1 × 76 мм; 2 × 40 мм; 2 × 12,7мм - Противокорабельное вооружение: оставлено место для размещения ПКР | - Артиллерия: 1 × 76мм；2 × 30 мм; 2 × 20мм   |
| Ангар                        | нет                                                           | нет | есть | есть                                          |
| Сенсоры                      | - РЛС обзора SR64 - РЛС управления огнём TR47 - носовой сонар | - РЛС обзора SR64 - РЛС управления огнём TR47 - носовой сонар - гидроакустическая система с буксируемой антенной - гидролокатор переменной глубины   | - РЛС обзора Selex RUN-30 - РЛС управления огнём TMX/EO                                                            | - РЛС обзора SR64 - РЛС управления огнём TR47 |
| Экипаж                       | 60                                                            | 60 | 84 | 70                                            |

## Представители серии
ВМФ НОАК.
В феврале 2021 г. введён в строй последний корвет, что стало завершением серии для ВМС Китая. Всего было построено 72 корабля: 22 базового проекта 056 и 50 противолодочных проекта 056А
| №  | Бортовой номер | Название               | Верфь   | Спуск на воду    | Ввод в состав флота | Флот              | Статус  | Тип                            |
| -- | -------------- | ---------------------- | ------- | ---------------- | ------------------- | ----------------- | ------- | ------------------------------ |
| 1  | 582            | 蚌埠 / «Бэнбу»         | Hudong  | 23 мая 2012      | 25 февраля 2013     | Восточный флот    | Активен | Основной                       |
| 2  | 596            | 惠州 / «Хойчжоу»       | Huangpu | 3 июня 2012      | 1 июля 2013         | Гарнизон Гонконга | Активен | Основной                       |
| 3  | 584            | 梅州 / «Мэйчжоу»       | Wuchang | 31 июля 2012     | 30 июля 2013        | Южный флот        | Активен | Основной                       |
| 4  | 580            | 大同 / «Датун»         | Liaonan | 10 августа 2012  | 18 мая 2013         | Северный флот     | Активен | Основной                       |
| 5  | 583            | 上饶 / «Шанжао»        | Hudong  | 19 августа 2012  | 10 июня 2013        | Восточный флот    | Активен | Основной                       |
| 6  | 597            | 钦州 / «Циньчжоу»      | Huangpu | 30 августа 2012  | 1 июля 2013         | Гарнизон Гонконга | Активен | Основной                       |
| 7  | 585            | 百色/ «Байсэ»          | Wuchang | 25 октября 2012  | 12 октября 2013     | Южный флот        | Активен | Основной                       |
| 8  | 581            | 营口 / «Инкоу»         | Liaonan | 18 ноября 2012   | 1 августа 2013      | Северный флот     | Активен | Основной                       |
| 9  | 587            | 揭阳 / «Цзеян»         | Huangpu | 28 января 2013   | 26 января 2014      | Южный флот        | Активен | Основной                       |
| 10 | 586            | 吉安 / «Цзиань»        | Hudong  | 25 февраля 2013  | 8 января 2014       | Восточный флот    | Активен | Основной                       |
| 11 | 589            | 清远 / «Цинъюань»      | Huangpu | 31 мая 2013      | 11 июня 2014        | Южный флот        | Активен | Основной                       |
| 12 | 588            | 泉州 / «Цюаньчжоу»     | Hudong  | 26 июня 2013     | 8 августа 2014      | Восточный флот    | Активен | Основной                       |
| 13 | 592            | 泸州 / «Лучжоу»        | Wuchang | 16 июля 2013     | 7 июня 2014         | Южный флот        | Активен | Основной                       |
| 14 | 590            | 威海 / «Вэйхай»        | Liaonan | 1 августа 2013   | 15 марта 2014       | Северный флот     | Активен | Основной                       |
| 15 | 591            | 抚顺 / «Фушунь»        | Liaonan | 1 августа 2013   | 12 июля 2014        | Северный флот     | Активен | Основной                       |
| 16 | 595            | 潮州 / «Чаочжоу»       | Wuchang | 14 ноября 2013   | 28 ноября 2014      | Южный флот        | Активен | Основной                       |
| 17 | 593            | 三门峡 / «Саньменься»  | Hudong  | 20 ноября 2013   | 13 ноября 2014      | Восточный флот    | Активен | 056A (противолодочный вариант) |
| 18 | 594            | 株洲 / «Чжучжоу»       | Huangpu | 30 ноября 2013   | 28 ноября 2014      | Южный флот        | Активен | 056A (противолодочный вариант) |
| 19 | 504            | 宿迁 / «Суцянь»        | Hudong  | 1 мая 2014       | 20 июля 2015        | Южный флот        | Активен | 056A (противолодочный вариант) |
| 20 | 502            | 黄石 / «Хуанши»        | Huangpu | 16 мая 2014      | 4 мая 2015          | Южный флот        | Активен | 056A (противолодочный вариант) |
| 21 | 501            | 信阳 / «Синьян»        | Liaonan | 1 мая 2014       | 7 марта 2015        | Северный флот     | Активен | Основной                       |
| 22 | 503            | 宿州 / «Сучжоу»        | Wuchang | 30 июня 2014     | 11 февраля 2015     | Восточный флот    | Активен | Основной                       |
| 23 | 505            | 秦皇岛 / «Циньхуандао» | Hudong  | 11 октября 2014  | 16 октября 2015     | Северный флот     | Активен | 056A (противолодочный вариант) |
| 24 | 506            | 荆门 / «Цзиньмэнь»     | Huangpu | 27 декабря 2014  | 25 января 2016      | Южный флот        | Активен | 056A (противолодочный вариант) |
| 25 | 507            | 銅仁 / «Тонжен»        | Hudong  | 19 марта 2015    | 20 февраля 2016     | Южный флот        | Активен | 056A (противолодочный вариант) |
| 26 | 512            | 菏泽 / «Хэцзэ»         | Liaonan | 07 июля 2015     | 12 декабря 2016     | Восточный флот    | Активен | Основной                       |
| 27 | 508            | 曲靖 / «Цюйцзин»       | Huangpu | 16 июля 2015     | 8 июня 2016         | Южный флот        | Активен | 056A (противолодочный вариант) |
| 28 | 509            | 淮安 / «Хуайань»       | Hudong  | 15 августа 2015  | 11 июня 2016        | Восточный флот    | Активен | Основной                       |
| 29 | 510            | 宁德 / «Ниндэ»         | Huangpu | 24 октября 2015  | 28 декабря 2016     | Восточный флот    | Активен | Основной                       |
| 30 | 511            | 保定 / «Баодин»        | Wuchang | 22 октября 2015  | 12 декабря 2016     | Восточный флот    | Активен | Основной                       |
| 31 | 513            | 鄂州 / «Эчжоу»         | Hudong  | 25 декабря 2015  | 18 января 2017      | Восточный флот    | Активен | 056A (противолодочный вариант) |
| 32 | 514            | 六盘水 / «Люпаньшуй»   | Huangpu | 31 марта 2016    | 31 марта 2017       | Южный флот        | Активен | 056A (противолодочный вариант) |
| 33 | 518            | 义乌 / «Иу»            | Hudong  | 20 мая 2016      | 21 июля 2017        | Восточный флот    | Активен | 056A (противолодочный вариант) |
| 34 | 520            | 汉中 / «Ханьчжун»      | Huangpu | 22 июля 2016     | 11 июля 2017        | Южный флот        | Активен | 056A (противолодочный вариант) |
| 35 | 535            | 宣城 / «Сюаньчэн»      | Wuchang | 19 августа 2016  | 25 сентября 2017    | Восточный флот    | Активен | 056A (противолодочный вариант) |
| 36 | 556            | 宜春 / «Ичу́нь»         | Hudong  | 7 сентября 2016  | 16 октября 2017     | Восточный флот    | Активен | 056A (противолодочный вариант) |
| 37 | 540            | 乌海 / «Ухай»          | Liaonan | 14 сентября 2016 | 15 января 2018      | Северный флот     | Активен | 056A (противолодочный вариант) |
| 38 | 551            | 遂宁 / «Суйнин»        | Liaonan | 14 сентября 2016 | 28 ноября 2017      | Южный флот        | Активен | 056A (противолодочный вариант) |
| 39 | 552            | 广元 / «Гуанъюань»     | Huangpu | 28 октября 2016  | 16 ноября 2017      | Южный флот        | Активен | 056A (противолодочный вариант) |
| 40 | 541            | 张掖 / «Чжанъе»        | Liaonan | 7 декабря 2016   | марта 2018          | Северный флот     | Активен | 056A (противолодочный вариант) |
| 41 | 554            | 德阳 / «Дэян»          | Hudong  | 29 декабря 2016  | 19 января 2018      | Восточный флот    | Активен | 056A (противолодочный вариант) |
| 42 | 557            | 南充 / «Наньчу́н»       | Wuchang | 28 января 2017   | 1 июня 2018         | Южный флот        | Активен | 056A (противолодочный вариант) |
| 43 | 610            | 朔州 / «Шочжоу»        | Hudong  | 26 июля 2017     | 10 декабря 2019     | Восточный флот    | Активен | 056A (противолодочный вариант) |
| 44 | 608            | 聊城 / «Ляочэ́н»        | Hudong  | 21 декабря 2017  | 19 января 2020      | Восточный флот    | Активен | 056A (противолодочный вариант) |
| 45 | 625            | 巴中 / «Бачжун»        | Huangpu | 2 марта 2018     | 5 ноября 2019       | Южный флот        | Активен | 056A (противолодочный вариант) |
| 46 | 611            | 六安 / «Луа́нь»         | Hudong  | 17 марта 2018    | 18 января 2020      | Восточный флот    | Активен | 056A (противолодочный вариант) |
| 47 | 603            | 定州 / «Динчжо́у»       | Liaonan | 29 апрель 2018   | 2019                | Северный флот     | Активен | 056A (противолодочный вариант) |
| 48 | 615            | 孝感 / «Сяога́нь»       | Hudong  | 16 мая 2018      | 2020                | Восточный флот    | Активен | 056A (противолодочный вариант) |
| 49 | 622            | 广安 / «Гуанъа́нь»      | Wuchang | 3 августа 2018   | 2020                | Южный флот        | Активен | 056A (противолодочный вариант) |
| 50 | 626            | 梧州 / «Учжоу»         | Huangpu | 8 августа 2018   | 29 декабря 2019     | Южный флот        | Активен | 056A (противолодочный вариант) |
| 51 | 621            | 攀枝花 / «Паньчжихуа́»  | Wuchang | 27 августа 2018  | 10 января 2020      | Южный флот        | Активен | 056A (противолодочный вариант) |
| 52 | 617            | 景德镇 / «Цзиндэчжэнь» | Hudong  | 12 сентябрь 2018 | апрель 2020         | Восточный флот    | Активен | 056A (противолодочный вариант) |
| 53 | 623            | 文山 / «Вэньшань»      | Huangpu | 11 декабря 2018  | 31 декабря 2019     | Южный флот        | Активен | 056A (противолодочный вариант) |
| 54 | 605            | 张家口 / «Чжанцзяко́у»  | Liaonan | 15 января 2019   | апрель 2020         | Северный флот     | Активен | 056A (противолодочный вариант) |
| 55 | 620            | 赣州 / «Ганьчжо́у»      | Wuchang | 22 января 2019   | 10 января 2020      | Южный флот        | Активен | 056A (противолодочный вариант) |
| 56 | 627            | 恩施 / «Эньши́»         | Huangpu | 7 марта 2019     | января 2020         | Южный флот        | Активен | 056A (противолодочный вариант) |
| 57 | 628            | 永州 / «Юнчжоу»        | Huangpu | 9 мая 2019       | 2020                | Южный флот        | Активен | 056A (противолодочный вариант) |
| 58 | 631            | Тяньмэнь               |         |                  | нач 2021            | Южный флот        | Активен | 056А                           |
| 59 | 636            | Цзинин                 |         |                  | февраль 2021        | Восточный         | Активен | 056А                           |
| 60 | 637            | Шиянь                  |         |                  | февраль 2021        | Восточный         | Активен | 056А                           |
| 61 | 618            | Шанью                  |         |                  | февраль 2021        | Восточный         | Активен | 056А                           |
| 62 | 619            | Наньян                 |         |                  | февраль 2021        | Восточный         | Активен | 056А                           |
| 63 | 602            | Пиндиншань             |         |                  | март 2021           | Северный флот     | Активен | 056А                           |

 ВМС Бангладеш
| № | Бортовой номер | Название   | Верфь   | Спуск на воду   | Ввод в состав флота | Статус         | Тип  |
| - | -------------- | ---------- | ------- | --------------- | ------------------- | -------------- | ---- |
| 1 | F111           | Shadhinota | Wuchang | 29 ноября 2014  | 11 декабря 2015     | Активен        | C13B |
| 2 | F112           | Prottoy    | Wuchang | 30 декабря 2014 | 11 декабря 2015     | Активен        | C13B |
| 3 | F113           | Shongram   | Wuchang | 12 февраля 2018 |                     | Спущен на воду | C13B |
| 4 | F114           | Prottasha  | Wuchang | 8 апрель 2018   |                     | Спущен на воду | C13B |

 ВМС Нигерии
| № | Бортовой номер | Название  | Верфь   | Спуск на воду    | Ввод в состав флота | Статус  | Тип  |
| - | -------------- | --------- | ------- | ---------------- | ------------------- | ------- | ---- |
| 1 | F91            | Centenary | Wuchang | 27 января 2013   | 27 ноября 2014      | активен | P18N |
| 2 | F92            | Unity     | Wuchang | 11 сентября 2014 | 15 декабря 2016     | активен | P18N |

 ВМС Таиланда
| № | Бортовой номер | Название   | Верфь  | Спуск на воду | Ввод в состав флота | Статус  | Тип  |
| - | -------------- | ---------- | ------ | ------------- | ------------------- | ------- | ---- |
| 1 | 511            | Pattani    | Hudong |               | 14 декабря 2005     | Активен | P15T |
| 2 | 512            | Narathiwat | Hudong |               | Февраль 2006        | Активен | P15T |

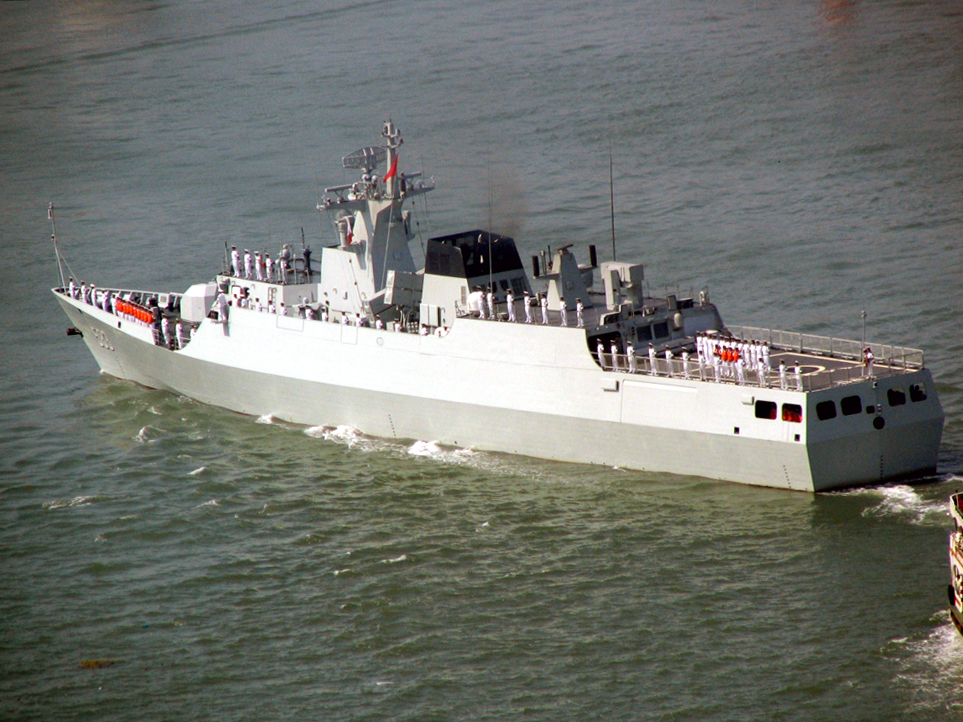
Корвет типа 056 (583) Гуанчжоу, общий вид
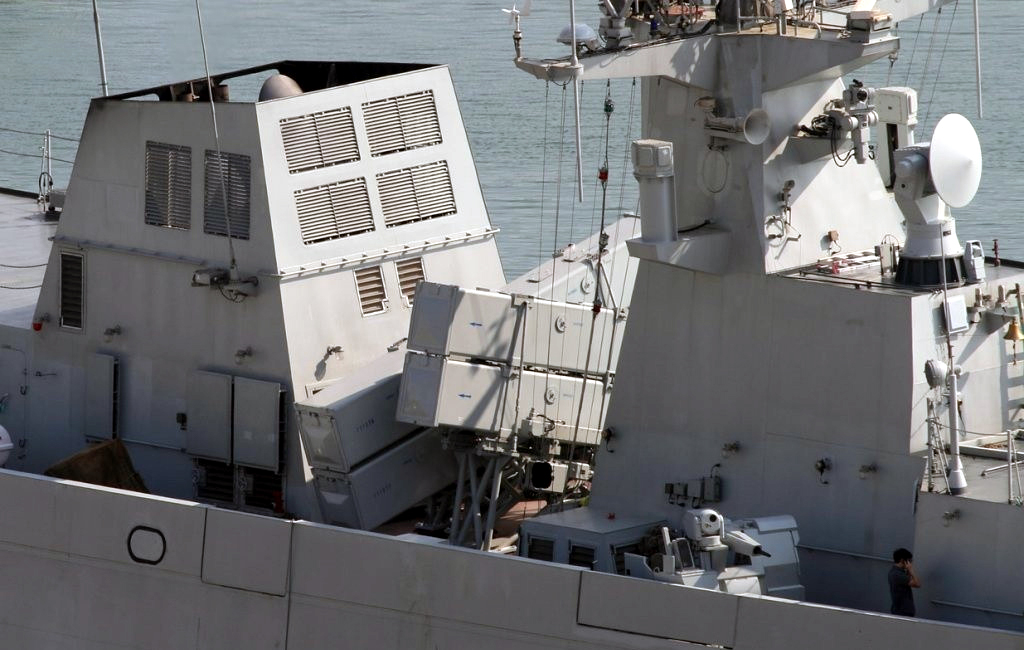
Корвет типа 056, ПУ противокорабельных ракет YJ-83
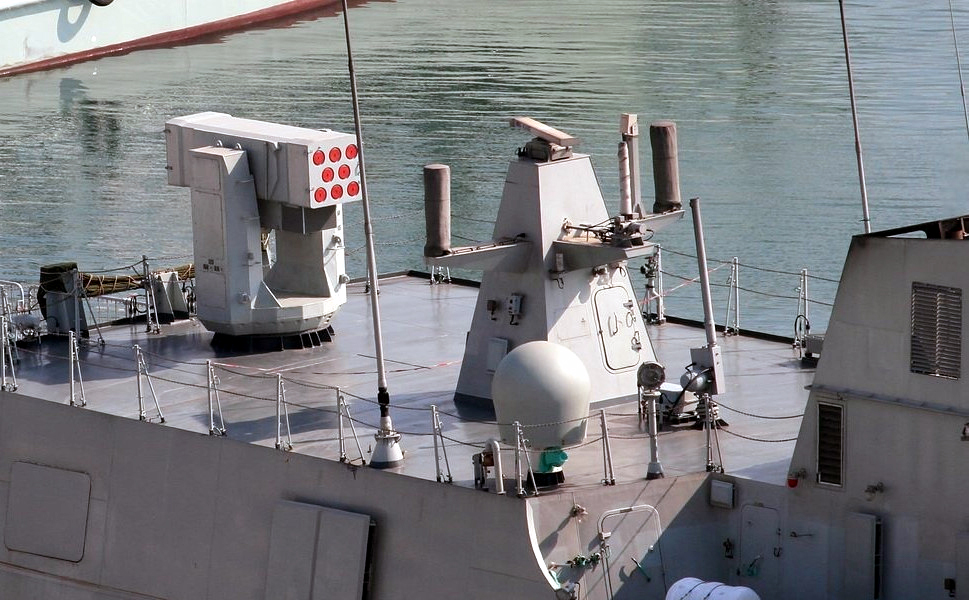
Корвет типа 056, ПУ ЗРК FL-3000N
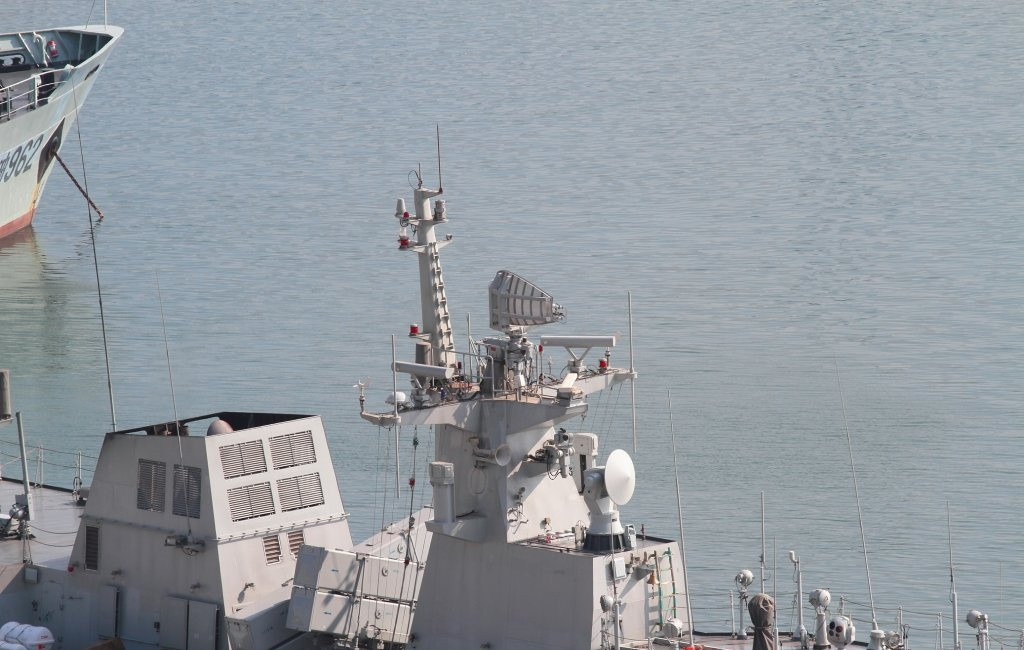
Радар тип 360